# Devrek (district)
Devrek is een Turks district in de provincie Zonguldak en telt 62.790 inwoners (2007). Het district heeft een oppervlakte van 934,8 km². Hoofdplaats is Devrek.
De bevolkingsontwikkeling van het district is weergegeven in onderstaande tabel.

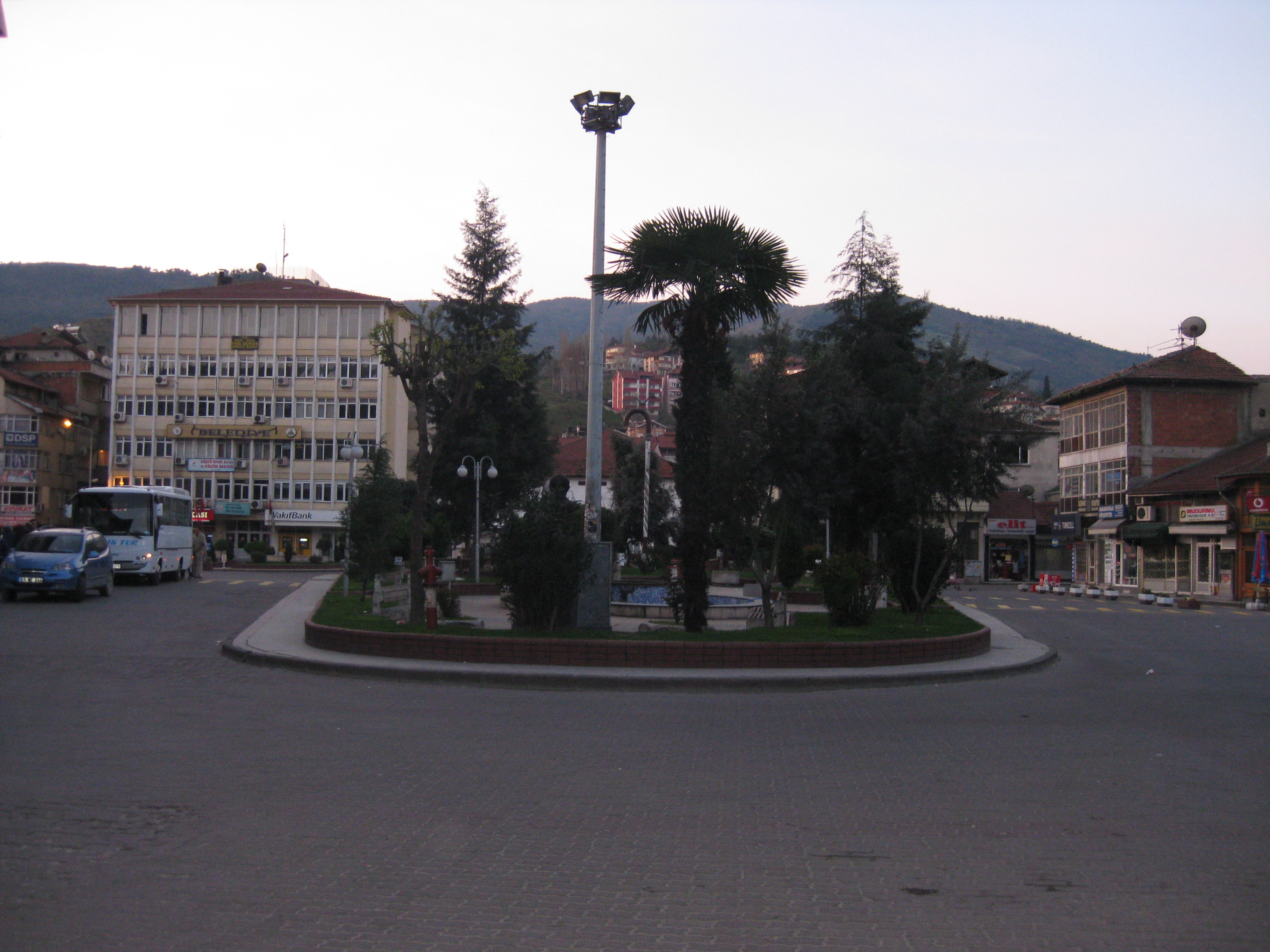
Plein in Devrek

| 1997   | 2000   | 2007   |
| ------ | ------ | ------ |
| 69.266 | 66.518 | 62.790 |

Alaplı · Çaycuma · Devrek · Ereğli · Gökçebey · Zonguldak